# Johan Bovin
Johan Anton Bovin, född 26 mars 1823 i Bladåkers församling, Stockholms län, död 11 juni 1894 i Hedemora församling, var en svensk jurist och riksdagsman. Han var svärfar till Theodor af Callerholm.
Bovin var borgmästare i Sala stad från 1859 och häradshövding i Hedemora domsaga 1871–1889. Han var riksdagsman i borgarståndet för Sala stad 1862/63 och för Sala, Hedemora stad och Eskilstuna stad 1865/66. Han var efter representationsreformen ledamot av andra kammaren 1867–1872, invald i Arboga och Sala valkrets. Han var även kommunalfullmäktigeordförande och landstingsman.